# Ranunculus polii
Ranunculus polii Franch. ex Hemsl. – gatunek rośliny z rodziny jaskrowatych (Ranunculaceae Juss.). Występuje endemicznie w Chinach, w granicach miasta Szanghaj. 

## Morfologia
PokrójBylina o nagich pędach. Dorasta do 5–15 cm wysokości.
LiścieW zarysie mają owalny kształt. Mierzą 1,5–3 cm długości oraz 2–3,5 cm szerokości. Ogonek liściowy jest nagi i ma 2–2,5 cm długości.
KwiatySą pojedyncze. Pojawiają się na szczytach pędów. Mają żółtą barwę. Dorastają do 10–14 mm średnicy. Mają 5 eliptycznych działek kielicha, które dorastają do 3–4 mm długości. Mają 5 odwrotnie owalnych płatków o długości 6–7 mm.

## Biologia i ekologia
Kwitnie od kwietnia do sierpnia. 